# Precursore chimico
In chimica una molecola si definisce precursore quando, in una reazione chimica, serve per la formazione di un'altra molecola. Ad esempio il colesterolo è un precursore degli ormoni sessuali poiché serve per la sintesi di essi.

## Processi biochimici
Esempi relativi alla biosintesi dei prodotti metabolici:
- Aminoacidi - metabolismo
  - La serina e la colina sono precursori della glicina.
  - La Serina e la metionina sono precursori della cisteina. Questa a sua volta è un precursore nella biosintesi di composti come il glutatione, il coenzima A e la taurina. [1]
  - La fenilalanina è il precursore della tirosina.
  - L'acido glutammico è il precursore della prolina.
- Provitamine
- Biomolecole complesse:
  - Pre-mRNA
  - Precursori delle proteine